# Генерал от свързочните войски
Генерал от свързочните войски (на немски: General der Nachrichtentruppe) е висше военно звание от рода войски през 19 век.

## Германия
Въведено е през 1940 г. от германския Вермахт.
- Генерал-майор
- Генерал-лейтенант

Генерал от рода войски
- Генерал от пехотата, артилерията, кавалерията, танковите войски, парашутните войски, планинските войски, авиацията и др.

- Генерал-полковник

Двама са офицерите издигнати до този чин:
- Ерих Фелгибел
- Алберт Праун